# Carl von Brandenstein
Carl Eduard Emil Franz Moritz Freiherr von Brandenstein (Pegau, 15 september 1875 - Woltersdorf, 23 juli 1946) was een Duits politicus.

## Biografie
Carl von Brandenstein werd op 15 september 1875 geboren in Pegau. Hij was afkomstig uit een adellijke familie en was de zoon van Saksisch legerofficier. Hij groeide op in Prößdorf en Meuselwitz (Saksen-Altenburg) en bezocht van 1885 tot 1894 het gymnasium in Altenburg. Aansluitend studeerde hij geschiedenis en rechten in Tübingen, Göttingen en Bonn. Hij deed exmanen bij het Oberlandsgericht Keulen. In 1904 werd hij referendaris bij het regeringspresidium in Merseburg en vanaf 1908 leidde hij de wegenbouw en spoorweg afdeling van de Provinciale Vergadering van Hannover. Van 1912 tot 1917 was hij lid van de Landraad van het district Bleckede.
Carl von Brandenstein werd in 1915 lid van de regering van het vorstendom Reuss jongere linie (Fürstentum Reuß ältere linie). Na de Novemberrevolutie van 1918, die, net als in alle andere Duitse deelstaten, een einde maakte aan de monarchie in Reuss jongere linie. Op 11 november 1918 werd hij staatsminister van de Vrijstaat Reuss jongere linie. Na de vereniging van Reuss jongere linie met Reuss oudere linie op 17 april 1919 werd hij een van de twee staatsministers van de Volksstaat Reuss (Volksstaat Reuß). Op 1 mei 1920 ging de Volksstaat Reuss op in de Vrijstaat Thüringen (Freisraar Thüringen). Van 10 november 1920 tot 6 oktober 1921 was hij minister van Binnenlandse Zaken en van 7 oktober 1920 tot 27 oktober 1922 was hij minister van Justitie van Thüringen.
Carl von Brandenstein sloot zich in september 1921 aan bij de Sociaaldemocratische Partij van Duitsland (Sozialdemokratische Partei Deutschlands) en bij de Rijksbanier Zwart-Rood-Goud (Reichsbanner Schwarz-Rot-Gold). In 1927 stapte hij uit de politiek en woonde in zijn ouderlijk huis in Berlijn en van 1930 in Woltersdorf bij Berlijn. Na de Tweede Wereldoorlog was hij nog korte tijd actief in de gemeentelijke politiek van Woltersdorf.
Hij overleed op 70-jarige leeftijd in 1946.